# Cichorium pumilum
Cichorium pumilum, biljna vrsta u porodici Asteraceae, vrsta je vodopije koja raste po zemljama Mediterana. Jednogodišnja je biljka koja naraste do 40 cm visine, često s dvije do tri bočne grane, rijetko razgranata od baze. Cvjetna glava je plavkasto-ljubičaste boje.